# Серафини, Доменико
Доменико Серафини (итал. Domenico Serafini; 3 августа 1852, Рим, Папская область — 5 марта 1918, Рим, Итальянское королевство) — итальянский куриальный кардинал, папский дипломат и бенедиктинец. Генеральный аббат Субьяко с 5 июня 1896 по 19 апреля 1900. Архиепископ Сполето с 19 апреля 1900 по 2 марта 1912. Апостольский делегат в Мексике с 4 января 1904 по 30 ноября 1911. Титулярный архиепископ Селевкии Пиерии с 2 марта 1912 по 25 мая 1914. Асессор Верховной Священной Конгрегации Священной Канцелярии с 30 ноября 1911 по 25 мая 1914. Префект Священной Конгрегации по делам монашествующих с 27 января по 26 февраля 1916. Про-префект Священной Конгрегации Пропаганды Веры с 26 февраля по 24 марта 1916. Префект Священной Конгрегации Пропаганды Веры с 24 марта 1916 по 5 марта 1918. Кардинал-священник с 25 мая 1914, с титулом церкви Санта-Чечилия с 28 мая 1914.